# پوگروم لووف (۱۹۱۸)
کشتار لووف یا پوگروم لووف (به (به لهستانی: pogrom lwowski) , آلمانی: Lemberger Pogrom) واقعه ای بود که توسط سربازان و غیرنظامیان لهستانی علیه جمعیت یهودی شهر لووف (از سال ۱۹۴۵، لویو، اوکراین) در تاریخ ۲۱ تا ۲۳ نوامبر ۱۹۱۸، در طول جنگ لهستان و اوکراین و پس جنگ جهانی اول انجام شد.
طی سه روز ناآرامی در شهر، حدود ۵۲ تا ۱۵۰ نفر از ساکنان یهودی کشته و صدها نفر زخمی شدند. مجرمان شامل سربازان لهستانی و شبه نظامیان، غیرنظامیان بی قانون از ملیت‌های مختلف، و جنایتکاران محلی بودند. همچنین تلفات غیر یهودی عمدتاً اوکراینی نیز گزارش شده‌است که احتمالاً بیش از تلفات یهودیان بوده‌است. تعداد کل قربانیان تا حدود ۳۴۰ نفر گزارش شده‌است.
شورش تا دو روز پس از آغاز متوقف نشد. بیش از هزار نفر از جمله برخی از سربازان، در حین و بعد از کشتار توسط مقامات لهستانی دستگیر شدند. برخی از گزارش‌های اولیه یهودیان گزارش چندین هزار کشته را داده بودند که بسیار اغراق‌آمیز بود.
وقایع لووف در سال ۱۹۱۸ به‌طور گسترده در مطبوعات بین‌المللی تبلیغ شد. رئیس‌جمهور ایالات متحده وودرو ویلسون کمیسیونی تأسیس کرد که به بررسی خشونت در برابر جمعیت یهودیان در لهستان می‌پرداخت.

## زمینه
یهودیان لووف قبلاً در ۲۷ سپتامبر ۱۹۱۴ قربانی یک کشتار نظامی روسیه شده بودند که جان ۳۰ تا ۵۰ نفر از یهودیان را گرفت. در ۱ نوامبر ۱۹۱۸ شورای ملی اوکراین اعلام کرد جمهوری غرب اوکراین به پایتختی لویو اعلام موجودیت کرده‌است. یک هفته بعد، شورای اقتدار پادشاهی لهستان <استقلال لهستان را اعلام کرد و در ۱۴ نوامبر ۱۹۱۸ دولت لهستان را تشکیل داد. نبرد لووف تا ۲۱ نوامبر ۱۹۱۸ ادامه داشت.
یهودیان گالیسیا در درگیری‌های لهستان و اوکراین پس از جنگ جهانی اول گرفتار شدند و قربانی موج طغیان در سراسر منطقه شدند، که به دلیل بی قانونی پس از جنگ جهانی اول به وجود آمد. در اوایل سال ۱۹۱۸، موجی از کشتار و کشتار شهرهای غربی گالیسیا را که در لهستان زندگی می‌کردند، فرا گرفت و عمدتاً توسط سربازان ارتش و بیابانگردهای بی حرکت انجام شد. در طول درگیری‌های ۱۹۱۸–۱۹۱۸ لهستان و اوکراین، یهودیان به عنوان قلبی برای سرخوردگی نیروهای درگیر خدمت کردند.
قبل از عقب‌نشینی از لووف، نیروهای اتریشی مجرمان را از زندان‌ها خارج کردند، برخی از آنها داوطلبانه به شبه نظامیان لهستان پیوستند و به مبارزه با اوکراینی‌ها پرداختند. این شهر همچنین مملو از خاینان ارتش اتریش بود. مقامات لهستانی همچنین تعدادی از داوطلبان (از جمله برخی از جنایتکاران سابق) را که قول جنگ با اوکراین را داده بودند را مسلح کردند. در اولین روزهای درگیری لهستان و اوکراین، محله لهستانی لووف توسط گروهی از داوطلبان مسلح با مهمات ضعیف، عمدتاً دانش آموزان و حتی افراد جوان تر و نوجوان دفاع می‌شد. با این حال، یک گروه قابل توجه از مدافعان لهستانی متشکل از خلافکاران خرد بودند. در تاریخ ۹ تا ۱۰ نوامبر یهودیان لووفی یک گروه شبه نظامی تشکیل دادند و بی‌طرفی خود را در درگیری‌های لهستان و اوکراین بر سر شهر اعلام کردند. غیر از برخی موارد حمایت یهودیان از طرف اوکراینی از جمله گزارش‌های کمک شبه نظامیان یهودی به نیروهای اوکراینی، یهودیان لوو رسماً بی‌طرف بودند. گزارشهای حمایت پراکنده یهودیان از اوکراینیها به عنوان دلیلی برای اتهامات ضد لهستانی به یهودیان توسط لهستان شد.
عناصر جنایتکار در داخل نیروهای لهستانی گاهی هنگام با پوشیدن نشانهای لهستانی اقدام به سرقت یا سرقت مسلحانه دست می‌کردند. هنگامی که به این جنایتکاران توسط شبه نظامیان دفاع شخصی یهود شلیک شد <برخی از لهستانی‌ها به این نتیجه رسیدند که یهودیان علیه لهستان می‌جنگند. جمهوری خلق اوکراین غربی به بی‌طرفی یهودیان احترام گذاشت و طی دو هفته کنترل شهر توسط نیروهای اوکراینی هیچ مورد خشونت ضدیهودی رخ نداد. لهستانی‌ها از بی‌طرفی اعلام شده یهودیان ابراز نارضایتی می‌کردند و گزارش‌هایی وجود داشت که منجر به شایعات مبالغه آمیزی مبنی بر اینکه برخی از یهودیان از جمله شبه نظامیان، به طرق مختلف با اوکراینی‌ها همکاری می‌کردند. در صبح ۲۲ نوامبر و پس از اشغال شهر در شب ۲۱ تا ۲۲ نوامبر، و در میان شایعاتی مبنی بر اینکه یهودیان لووف مجبور به پرداخت هزینه «بی‌طرفی» خود در درگیری‌های لهستان و اوکراین می‌شوند، نیروهای لهستانی شبه نظامیان یهودی را خلع سلاح کردند. .
ناآرامی‌ها، از جمله پوگروم در محله‌های یهودیان (و حتی یک اغتشاش بزرگتر در محله‌های اوکراینی با سه برابر کشته)، پس از آن آغاز شد که نیروهای لهستانی موفق به کنترل تمام مناطق شهر، از جمله محله یهودیان شدند، جایی که آنها با مقاومت طرفداران یهودیان و اوکراینی‌ها روبرو شدند.

## کشتار
به گفته مورخ آمریکایی ویلیام هاگن، به دنبال عقب‌نشینی نیروهای اصلی اوکراینی و خلع سلاح شبه نظامیان یهودی توسط ارتش لهستان، نیروهای لهستانی از جمله برخی افسران، غیرنظامیان، جنایتکاران و داوطلبان شبه نظامی لهستانی اخراج و غارت و آتش زدن محله‌های یهودی شهر را آغاز کردند. هاگن به نقل از شاهدان عینی یهودی اظهار داشت که هنگام عقب‌نشینی سربازان اوکراینی، مبارزان لهستانی برای پاداش خود برای جنگ - غارت فروشگاه‌ها و خانه‌های یهودیان کردند و جشن گرفتند.
طبق گفته مورخ الکساندر پروسین، علاوه بر غارت و کشتار، زنان نیز توسط برخی سربازان لهستانی مورد تجاوز قرار گرفتند. گفته‌های دست اول متفاوت است، به عنوان مثال طبق گزارشی توسط یک شاهد عینی یهودی بسیاری از قربانیان شهادت دادند که سربازان آشوبگر لهستانی ادعا کردنده اند که افسران آنها به پاداش تسخیر شهر اجازه غارت محله‌های یهودی برای ۴۸ ساعت را داده‌اند. در گزارشی که برای وزارت خارجه لهستان تهیه شده بود اشاره شده‌است که ارتش لهستان «اشتیاق به انتقام» از یهودیان داشت و سربازان به نادرستی باور داشتند که حکمی مبنی بر مجازات علیه یهودیان صادر شده‌است. این گزارش هیچ مدرکی مبنی بر صدور چنین دستوری پیدا نکرد. هاگن نوشت که تحقیقات ایزراییل کوهن به نمایندگی از سازمان صهیونیستی انگلیس گزارش داد که رئیس ستاد ارتش آنتونی یاکوبسکی به رهبران یهودی در لووف که به کشتار اعتراض کرده بودند، گفته‌است که این خشونت یک اقدام مجازاتی در محله یهودیان است که نمی‌تواند متوقف شود.
به گفته کارول فینک، موچینسکی اجرای دستور ۲۲ نوامبر برای حکومت نظامی از سرتیپ بولسلاو رؤیا را به مدت یک و نیم روز به تأخیر انداخت. در این میان ماچینسکی با استفاده از آنچه «اصطلاحات قرون وسطایی» توصیف کرد خیانت یهودیان علیه نیروهای لهستانی را پیش کشید و اعلامیه‌های تندی صادر کرد. به عنوان مثال وی ادعا کرد که یهودیان با تبر به لهستانی‌ها حمله کرده‌اند. محله یهودیان به مدت ۴۸ ساعت توسط آن‌ها محاصره شد و ساختمانهای محله از جمله ۳ کنیسه سوزانده شدند.
جوزف تننباوم، رهبر شبه نظامیان یهودی و شاهد عینی قتل‌عام نوشت که نیروها محله یهودیان را محاصره کردند و گشت‌های ۱۰ تا ۳۰ نفره هر کدام به رهبری یک مأمور و مجهز به نارنجک و تفنگ درهای محله را می‌زدند و درهای باز نشده با نارنجک باز می‌شد. هر خانه به‌طور سیستماتیک غارت می‌شد و ساکنان آن مورد ضرب و شتم و تیراندازی قرار می‌گرفتند. مغازه‌ها نیز به همین ترتیب غارت شدند و کالاهای دزدیده شده روی کامیون‌های ارتش بارگیری می‌شد. ویلیام هاگن نوشت که طبق یک گزارش از یهودیان، یک افسر لهستانی روی سر یک نوزاد یهودی ایستاده بود و یک شاهد عینی یهودی ادعا کرده‌است که یک افسر جوان لهستانی را دیده‌است که یک نوزاد چهار هفته ای یهودی را از روی پاها می‌چرخاند و تهدید می‌کند که آن را روی زمین له می‌کند در حالی که از مادر می‌پرسید "چرا این همه حرامزاده یهودی وجود دارد؟" با این حال گزارش وزارت امور خارجه لهستان نتیجه گرفت که در طول روزهای کشتار "مقامات به مسئولیت‌های خود عمل نکردند". این گزارش خاطر نشان کرد که هیئت‌های مسیحی و یهودی لهستانی که امیدوارند خشونت‌ها خاتمه پیدا کند توسط مقامات برگردانده شده‌اند و در طی این کشتار مقامات و فرماندهان نظامی لهستان اتهامات جعلی ضد یهودیان از جمله اتهام مباره مبارزه مسلحانه یهودیان علیه لهستان را منتشر کرده‌اند. بر اساس این گزارش چندین افسر لهستانی در این قتل‌ها و غارت‌ها شرکت کردند که به گفته آنها برای یک هفته تحت عنوان جستجوی اسلحه ادامه یافت.
هنری مورگنتاو در گزارش خود در سال ۱۹۱۹ نتیجه گرفت که در لمبرگ و همچنین در شهرهای لیدا، ویلنا و مینسک که توسط نیروهای لهستانی تصرف شده بودند «این اعمال توسط سربازانی که شهرها را تصرف می‌کردند انجام شد و نه توسط مردم غیرنظامی.» اگرچه شاهدان عینی یهودی، لهستانی‌ها را مرتکب کشتار توصیف کردند. ماچینسکی، فرمانده لهستانی که قبل از این کشتار اقدام به انتشار اعلامیه‌های ضدیهودی کرده بود، مجرمان اوکراینی را به خاطر آغاز کشتار مقصر دانست و ادعا کرد که آنها بیشترین گروه در میان آشوبگران بودند. وی همچنین ادعا کرد که بیشتر یهودیان در زمان کنترل اوکراین بر شهر کشته شده‌اند. رسانه‌های لهستانی حتی خود یهودیان را به دلیل راه اندازی این کشتار مقصر دانستند. آدام سیوشکوس، رهبر سابق حزب سوسیالیست لهستان که در ۲۱ نوامبر به عنوان پیشاهنگی ۱۶ ساله وارد لووف شده بود، در ۱۹۷۱ یادآوری کرد که شایعاتی مبنی بر تیراندازی یهودیان به سربازان لهستانی منتشر شد و اظهار داشت که ارتش لهستان سعی کرد جلوی کشتارها را بگیرد، نه این که از آن حمایت کند.
به گفته ویلیام هاگن علاوه بر غارت یا کشتن یهودیان، نیروهای لهستانی اطمینان حاصل می‌کردند که آنها را تحقیر نیز می‌کنند. طبق گفته هاگن بعنوان مثال، گروهی از دانشجویان یهودی دبیرستان مجبور به کار اجباری شدند در حالی که آنها قربانی «شوخی‌های تحقیر آمیز» مانند مجبور شدن به پریدن از روی میزها شدند. روشنفکران یهودی مجبور به کار در تحقیرآمیزترین مشاغل مانند نظافت سرویس‌های بهداشتی می‌شوند. سربازان لهستانی با ریش یهودیان را در خیابان می‌کشیدند و آنها را وادار می‌کردند تا برای لذت تماشاگران لهستانی برقصند. یک سرباز مست سعی در بریدن زلف بلند (برخی یهودیان موهای بغل سر خود را بلند می‌گذارند) یک پیرمرد یهودی را داشت اما وقتی مرد مقاومت کرد او را هدف گلوله قرار داد و جنازه را مورد سرقت قرار داد. هاگن همچنین اظهار داشت که طبق گفته شاهدان یهودی، علاوه بر سربازان لهستانی، غیرنظامیان لهستانی از طبقات مختلف اجتماعی از جمله اعضای روشنفکر در قتل و غارت یهودیان شرکت داشتند. وی خاطرنشان کرد که در هرج و مرج جنگ، ارتش لهستان اجازه استخدام مجرمان را که از زندانهای محلی آزاد شده بودند به همراه خاینان ارتش‌های هابسبورگ، آلمان و روسیه را داده بود که فاجعه بار شد.
نیروهای لهستانی توانستند پس از یک یا دو روز، در ۲۳ یا ۲۴ نوامبر به شهر نظم بدهند (گزارش‌ها متفاوت است). دادگاه‌های موقت در جریان شورش‌ها احکام را صادر کردند. حدود هزار نفر به جرم شرکت در شورش‌ها به زندان افتادند. بر اساس گزارشی از سوی وزارت امور خارجه لهستان، در طی این کشتار بیش از ۵۰ ساختمان آپارتمانی دو و سه طبقه و ۵۰۰ محل کسب و کار یهودیان تخریب شد. دو هزار یهودی بی خانمان شدند و خسارات مادی آن به ۲۰ میلیون دلار می‌رسید.